# Andreas Broicher
Andreas Broicher (* 30. Januar 1933 in Rondorf) ist ein Brigadegeneral außer Dienst des Heeres der Bundeswehr. Er war zuletzt Leiter der Abteilung für Ausbildung im Heeresamt in Köln.

## Biographie
Broicher wurde als Sohn von Johann Broicher und Mathilde Füssenich, als jüngstes von sechs Kindern auf dem Bauernhof seines Vaters in Rondorf geboren. Ab 1943 besuchte er das Friedrich-Wilhelm-Gymnasium in Köln und absolvierte 1954 das Abitur. Sein Wunsch, Soldat zu werden, ging nicht sofort in Erfüllung, so begann er nach dem Abitur eine Berufsausbildung zum Bankkaufmann.

Am 2. Januar 1956 begann er eine Laufbahn als Offizier in der Panzergrenadiertruppe bei der Bundeswehr. Er besuchte die Heeresoffizierschule I in Hannover, wo er gegen Ende des Lehrgangs seine Frau, Christine Riechelmann, kennenlernte.
Er wurde zunächst in Hemer, dann in Wetzlar als Ordonnanzoffizier beim Kampfgruppenstab unter Oberst Ruge eingesetzt.
Danach wurde er in das 3. Panzergrenadierbataillon 15 versetzt. Als Kompaniechef und Oberleutnant hatte er Helmut Willmann (Leutnant) als einzigen Offizier in der Kompanie. H. Willmann wurde später selbst Inspekteur des Heeres.
Von 1964 bis 1966 absolvierte er den 7. Generalstabslehrgang Heer an der Führungsakademie der Bundeswehr in Hamburg, wo er zum Offizier im Generalstabsdienst ausgebildet wurde.
1966 diente er als Major in Lüneburg unter Oberst Horst Hildebrandt, dem späteren Inspekteur des Heeres (Drei-Sterne-General). Unter anderem unter General Günter Kießling wurde er weiter im Brigadestab als Generalstabsoffizier für Führung, Organisation und Ausbildung (G 3) eingesetzt und war somit für die Führung des Stabes und für die Planung, Befehlsgebung und Führung laufender Operationen zuständig.
Später arbeitete er als Bataillonskommandeur des Panzergrenadierbataillons 321 in Wesendorf. Er wurde sodann an der Führungsakademie für den Nachwuchs zukünftiger Generalstabsoffiziere verantwortlich. Seine erste Auslandsverwendung fand er am NATO Defense College in Rom.
Danach wurde er in der Operations Division im Supreme Headquarters Allied Powers Europe (SHAPE) als Stabsoffizier eingesetzt und leitete eine Sektion. Nach Verwendungen im Heeresamt Köln und als Kommandeur der Panzergrenadierbrigade 5 in Homberg (Efze) kehrte er als Brigadegeneral nach SHAPE zurück. Diesmal als Chief Combat Requirements Branch. 1988 wurde er wieder an das Heeresamt in Köln versetzt und übernahm die Zuständigkeit für den Bereich Ausbildung und Bildung. 1993 wurde er in den Ruhestand versetzt.
Mit seiner Ehefrau Christine Riechelmann, die er 1958 heiratete, hat er drei Kinder.

## Geschichtsverein Zülpich
1981 zog er vorübergehend, 1993 endgültig mit seiner Familie nach Zülpich. Noch im selben Jahr reaktivierte er den seit 1906 bestehende Geschichtsverein, dessen Vorsitz er bis 2010 innehatte. Auch in der örtlichen weiterführenden Schule gründete er eine entsprechende Arbeitsgemeinschaft.
Durch ihn konnte ein Bauprojekt am Zülpicher Mühlenberg realisiert werden, welches nun als Museum der Badekultur der Öffentlichkeit zugänglich ist. Für sein Engagement um Geschichte und Kultur von Zülpich, wurde ihm im Mai 2011 der Rheinlandtaler vom Landschaftsverband Rheinland (LVR) verliehen.

## Auszeichnungen
- Legion of Merit – Officer
- Verdienstorden der Bundesrepublik Deutschland – Verdienstkreuz am Bande
- Verdienstorden der Bundesrepublik Deutschland – Verdienstkreuz 1. Klasse
- Rheinlandtaler des Landesverband Rheinland – 2011

## Veröffentlichungen
- Nebenkriegsschauplatz – Vom Nutzen der Kriegsgeschichte für die Aus- und Weiterbildung des Offiziers. In: Truppenpraxis. 3/1991.
- Betrachtungen zum Thema "Führen und Führer. In: MARS. Jahrgang 1, 1995.
- Die Wehrmacht im ausländischen Urteil. 1998.
- Über das Zusammenwirken von Land- und Luftstreitkräften. In: MARS. Jahrgang 6, 2000.
- Gerhard von Scharnhorst – Soldat, Reformer, Wegbereiter. Helios-Verlag, 2005, ISBN 3-938208-20-1.